# Hypsiboas almendarizae
Espèce
Hypsiboas almendarizae est une espèce d'amphibiens de la famille des Hylidae.

## Répartition
Cette espèce est endémique de l'Équateur. Elle se rencontre entre 500 et 1 950 m d'altitude sur le versant Ouest des Andes dans les provinces de Morona-Santiago, de Napo et de Tungurahua.

## Description

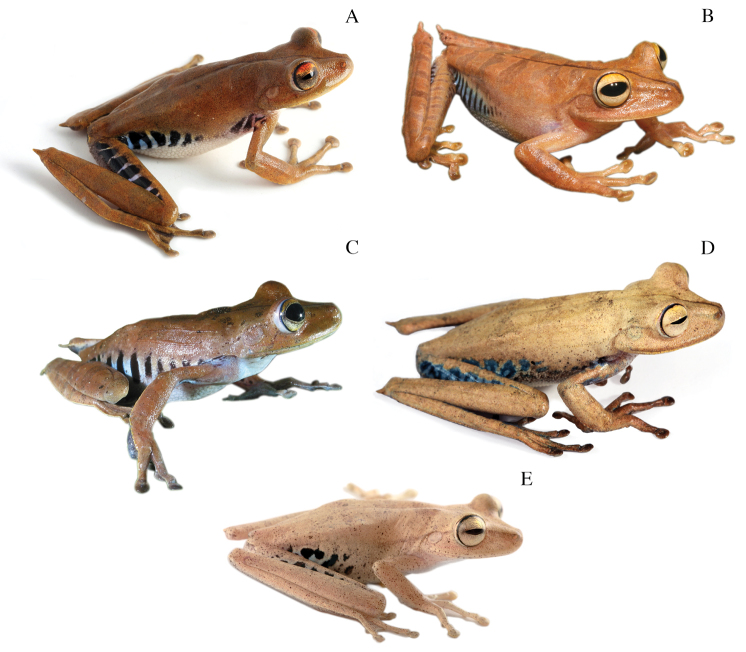
Hypsiboas almendarizae femelle (B)

Les 23 spécimens adultes mâles observés lors de la description originale mesurent entre 34,31 mm et 44,56 mm de longueur standard et les 4 spécimens adultes femelles observés lors de la description originale mesurent entre 37,80 mm et 51,94 mm de longueur standard.

## Étymologie
Cette espèce est nommée en l'honneur de l’herpétologiste équatorienne Ana De Lourdes Almendáriz Cabezas.

## Publication originale
- Caminer & Ron, 2014 : Systematics of treefrogs of the Hypsiboas calcaratus and Hypsiboas fasciatus species complex (Anura, Hylidae) with the description of four new species. ZooKeys, no 370, p. 1–68 (texte intégral).